# Phước Hiệp (Quảng Nam)
Phước Hiệp is een xã in het district Phước Sơn, een van de districten in de Vietnamese provincie Quảng Nam. Phước Hiệp heeft ruim 2700 inwoners op een oppervlakte van 333,5 km².

## Geografie en topografie
Phước Hiệp grenst in het noorden aan Quế Lâm in de huyện Nông Sơn, Hiệp Hòa in de huyện Hiệp Đức en aan Sông Trà, eveneens in Hiệp Đức. In het oosten grenst het aan Phước Trà in de huyện Hiệp Đức. In het zuidoosten en het zuiden grenst het aan Trà Bui in de huyện Bắc Trà My. In het zuidwesten grenst Phước Hiệp aan Phước Kim in de huyện Phước Sơn. In het westen grenst Phước Hiệp aan Phước Hòa, eveneens in de huyện Phước Sơn.

## Verkeer en vervoer
Een belangrijke verkeersader is de Quốc lộ 14E. De weg is hier een onderdeel van de Ho Chi Minh-weg. De weg is een afsplitsing van de Quốc lộ 14 en verbindt de Quốc lộ 14 in het westen van Quảng Nam met de Quốc lộ 1A in het oosten van de provincie.